# クイズ!!マガジン
『クイズ!!マガジン'XX』は、1980年10月12日から1983年10月2日までテレビ朝日で放送されたクイズ番組。放送時間は毎週日曜 11:00 - 11:45 (JST)。
タイトルの末尾には、西暦の下2桁（'80 - '83）が付く。読みはすべて英語で、例えば1981年度のタイトルは「クイズマガジン エイティーワン」と音読されていた。

## 概要
問題のほとんどが時事問題や流行を題材にしたもので構成されており、まさに「雑誌感覚」のクイズ番組だった。ビートたけしの毒のある司会進行で番組を盛り上げる要素もあったが、番組の性格上、収録前日に問題が差し替えられることがあったりして苦労も多かったという。また、歌のコーナーも擁していた。

## 出演者

### 司会
- ビートたけし（ツービート）
- ビートきよし（ツービート）
- 南美希子（当時テレビ朝日アナウンサー）

### レギュラー解答者
- 今いくよ・くるよ - 画面に向かって一番左側の席に座っていた｡最初の1～2問目でお手つき、誤答をし、解答県が得られずに無得点に終わることがたびたびあった｡

### レギュラーリポーター
- 野村義男 - 「マガジン情報局」のリポーターを担当。

### その他
- 秋山武史 - 番組中盤のCM前に、一般女性とキスするコーナーに出演。

## クイズ構成
- 早押しクイズ
  - ウィークリー7 - 初期の頃は「今週の10人」。
  - スピードクイズ
- 三択クイズ
  - 野村義男のマガジン情報局クイズ
  - ゲストクイズ
  - ビートきよしの逆転クイズ - 最終問題。ただし、初期においては口答方式だった。
- 黄金の剣ゲーム - 優勝チームが挑戦するボーナスステージ

## ルール

### クイズコーナー
- 2人4組の出場チームがクイズに挑戦する。
- スピード（早押し）クイズは、1問正解するごとに1万円獲得。不正解の場合には、次の不正解者が出るまで解答権が無くなる（不正解する毎に椅子のみが上下するゴンドラ調の席<『アップダウンクイズ』や『クイズタイムショック』のようなもの>だった。逆に「水着美女大会」の時は、『パネルクイズ アタック25』のごとく立たされた）。ハプニングとして、機械の故障で椅子が下降せず、代わりにしゃがむ方式を採ったこともあった。
- 三択クイズは全員参加。1問正解で1万円獲得。この問題に限り不正解のペナルティは無し。
- 最終問題は全員参加、持ち金を賭けて勝負（0円でも参加できるが、0円なので逆転の可能性は無い）。正解の場合には賭け金の分が加算し、不正解の場合には賭け金が没収。最終的に金額の高いチームが優勝、天井から大量の紙吹雪が降った。賞品を獲得し、黄金の剣ゲームに挑戦。
- 5週に1度のペースで4週分の優勝チームで構成された「チャンピオン大会」が行われた。通常と違うところは、紹介時にたけしが担ぐ箱の中から1問選んで答え（正解で1万円獲得。不正解でも椅子沈みは無し）、最後の逆転クイズは2問となり、優勝チームには海外旅行（グアム・パラオやフィリピン・セブ島）獲得となる。「黄金の剣ゲーム」もある（前期では無かった）。

### 黄金の剣ゲーム
- 優勝チームは「黄金の剣ゲーム」（要するに「黒ひげ危機一発」風のゲーム）にチャレンジ。剣を刺す人と椅子に座る人に分ける。7つの穴に5つの剣を差し込むゲームで、1ヶ所がハズレ（「地獄の落とし穴」という。視聴者には開始前に何番がハズレか教示される）となっている。最初の4本は「銀の剣」で、1本成功するごとに5万円獲得。ハズレに入れてしまったらその時点で終了（失敗しても成功本数×5万円の賞金は貰える。また途中でやめてもよい。）。最後に黄金の剣を刺し、ハズレをよけることができたら（字幕スーパーには「おめでとう!!○○チーム 50万円獲得!!」と出る）クイズの獲得賞金に加えて獲得賞金50万円がプラスされる（ただし、黄金の剣をハズレに入れてしまうと、それまでの賞金、即ち20万円は没収。また、黄金剣を入れる・入れないは挑戦者の自由）。ハズレに刺さったら、ブザーが鳴り、「ケケケ」と言う笑い声が鳴りながら、椅子がやはり「クイズタイムショック」や「アップダウンクイズ」のように上昇し、約5秒後に挑戦者が座っている所の頭上にある粉（某胃腸薬と某のどの薬を混ぜたもの。）または水の入った風船に針が刺さって割れてしまい、粉まみれまたはずぶ濡れになり、この時点で失格となる（字幕スーパーには「残念」と出る）。なお、ボーナスが獲得できないだけで、クイズで獲得した賞金には増減無し。なお、50万円獲得に成功した場合や途中でやめた場合には、オチをつけるためにたけしが「実はハズレはここです!!」や「ハズレが何番か確認してみましょう」と言ってあえてハズレ箇所に剣を刺し、風船を割るという演出があった。ごく稀に、ハズレを刺して椅子が上がっても針が挑戦者の頭上の風船から逸れて割れなかった場合でも、先に針の付いた槍で風船を割るという演出があったが、ゲームがスタートしていないのにたけしが槍で風船を割ってしまい、ハズレの際に効果音のみになったことが一度だけあった。
ハプニングとして、ハズレに刺してしまったにもかかわらず、なぜか椅子が上昇せず、本来失格なのに賞金50万円を持っていかれたこともあった。
- なお、スタート当初は穴が8つ有り、「銀の剣」は5本で、1本成功の毎に5万円加算し、全部入れると25万円だった。「黄金の剣」は不変。
- 「チャンピオン大会」大会での「黄金の剣」は通常と同じ。ただし3回ほど、最高賞金（「黄金の剣」を成功した時）が100万円になった時が有ったが、1回とも成功しなかった（「銀の剣」1本目で失敗が2回。残りの1回は「黄金剣」を刺して）。

## ネット局
- テレビ朝日（製作局）
- 北海道テレビ
- 東日本放送
- 福島放送（1981年10月開局 - 番組終了）
- 新潟テレビ21（最終回のみ放送）
- 静岡県民放送（静岡けんみんテレビ、現：静岡朝日テレビ）
- 名古屋テレビ
- KBS京都※
- サンテレビ※
- テレビ和歌山※
- 瀬戸内海放送（遅れネット、1983年3月ネット開始 - 番組終了）
- 広島ホームテレビ（遅れネット、1982年4月時点では土曜11:00から放送）
- 九州朝日放送
- 鹿児島放送（1982年10月開局 - 番組終了）
  - ※は独立局、それ以外はテレビ朝日系列局。
  - 朝日放送、瀬戸内海放送では、『世界一周双六ゲーム』（朝日放送制作）を放送していたため前者はサンテレビ・KBS京都が番組購入にて遅れネットし、後者は途中から遅れネット。
  - 広島ホームテレビでは、自社制作番組[注釈 2]が編成されていた関係で土曜日に遅れネット[1]。
  - テレビ朝日系列局が日本テレビ系列またはフジテレビ系列を優先ネットとするクロスネット局だった地域[注釈 3]でも未ネット（同地域におけるTBS系列の先発局への放映譲渡[注釈 4]があったかは不明）。

## スタッフ
- ナレーター：堀越幸子（出題）、小林克也（進行）
- 構成：上村達也、八田辰夫、小山田満月
- 問題作成：山沢吉博、本城和子（スーパー工房）
- テーマ音楽：渡辺茂樹
- コーラス：デューク・ダックス
- ディレクター：佐藤彰、蒲生直人
- プロデューサー：皇達也、赤羽和子
- 制作著作：テレビ朝日

## 書籍
- 「ツービート・野村義男のクイズ!!マガジン'81」（1981年・テレビ朝日刊）